# Qari
Qāri' (em árabe: قَارِئ, plural قُرَّأ qurrā) ou "leitor" é uma pessoa que lê o Qur'an قرآن‎ com as próprias regras de retórica. (tajwīd) تجوید‎. 
É muito comum nos países árabes.